# David Lagercrantz
David Lagercrantz, nascut el 4 de setembre de 1962 a Solna (municipi del nord d'Estocolm), és un periodista i escriptor suec, conegut per ser l'autor de la biografia del futbolista Zlatan Ibrahimović, Jo sóc Zlatan Ibrahimovic, i de la quarta entrega de la Saga Millennium, El que no et mata et fa més fort.

## Vida personal i familiar
Lagercrantz va créixer entre els principals cercles periodístics i intel·lectuals de Suècia. És fill de l'editor i expert en literatura Olof Lagercrantz i la seva dona Martina Ruin, filla del filòsof Hans Ruin. Va créixer a Solna i Drottningholm, vora Stockholm, juntament amb els seus germans i germanes, entre els quals hi ha l'actriu i diplomàtica Marika Lagercrantz. La família Lagercrantz són descendents d'una branca menor de la noblesa sueca. A través de la seva àvia paterna i de la línia sueca del clan Hamilton, també és descendent de l'historiador i poeta del segle xix Erik Gustaf Geijer. Lagercrantz ha descrit els seus antecedents de classe alta com a problemàtics i causa d'antagonisme, en un ambient literari i periodístic dominat per escriptors radicals d'esquerra a principis dels anys 80, tot i que ell mateix tenia punts de vista polítics d'esquerra. Lagercrantz està casat amb la periodista Anne Lagercrantz i té tres fills.

## Periodista
Lagercrantz va estudiar filosofia i religió a la Universitat i posteriorment es va graduar a l'Escola de Periodisme de Göteborg. La seva primera feina de periodista va ser a la revista de l'empresa d'automòbils Volvo. Posteriorment, fins al 1993, va treballar pel diari Expressen, en el qual es va encarregar de cobrir els principals casos de crims a Suècia, de finals dels 80 a principis dels 90, incloent-hi el cas dels assassinats d'Amsele.

## Escriptor
El seu primer llibre va ser una biografia de l'aventurer i alpinista suec Göran Kropp, publicada l'any 1997. L'any 2000 va publicar la biografia de l'inventor suec Håkan Lans. El seu primer èxit com a novel·lista va ser Syndafall i Wilmslow, una novel·la inspirada el matemàtic britànic Alan Turing.
El seu més gran èxit editorial va ser Jag är Zlatan, Jo sóc Zlatan Ibrahimovic, una biografia del futbolista Zlatan Ibrahimovic publicada el 2011, que s'ha editat en més de trenta idiomes i de la qual s'han venut milions d'exemplars.
L'estiu de 2013, Lagercrantz va rebre l'encàrrec d'escriure el quart llibre de la saga Millennium, per part de l'editorial Norstedts i d'Erland i Joakim Larsson, pare i germà de Stieg. El pare i el germà de Stieg Larsson, l'autor de la trilogia Millennium, volien donar els beneficis de la novel·la a la revista Expo, que lluita contra el racisme i l'extrema dreta. Eva Gabrielsson, vídua de l'escriptor, estava totalment en contra del projecte. La novel·la, titulada El que no et mata et fa més fort, es va publicar l'agost de 2015, en 45 idiomes i les dues primeres setmanes ja va vendre 2,3 milions d'exemplars. El 2017 va continuar la saga amb un nou volum, L'home que perseguia la seva ombra.